# Lasse Stefanz
Lasse Stefanz, tidigare Lasse Stefans, är ett countryinfluerat dansband, bildat 1967 i Kristianstad av Hans Sigfridsson (gitarr, saxofon, kör), Lasse Sigfridsson (bas, sång) och Olle Jönsson (sång). Senare har även J. Christer Ericsson (gitarr), Anders Pettersson (keyboard, dragspel, kör) och Gunnar Nilsson (trummor) tillkommit, den sistnämnde efter att Jönsson gjorde en handledsoperation. Christer Ericsson skriver även många av bandets låtar. Bandet medverkade i Melodifestivalen 2011 med melodin "En blick och nånting händer", som tävlade i Malmö den 26 februari 2011, men gick inte vidare. Bandet medverkade även i Melodifestivalen 2024 med låten "En sång om sommaren", men gick inte vidare. 
Lasse Stefanz har haft hitlåtar som "Oh Julie" (1982), och framgångar med album som Peppelinos Bar (1988). 1989–1990 hade Lasse Stefanz och Christina Lindberg en hit på Svensktoppen med duetten "De sista ljuva åren", som låg där i 65 veckor.

## Historia

### Tidiga år
1970 gav man ut sin första singel, med två låtar skrivna av Christer Ericsson. Två år senare kom den andra singeln, även den med Ericsson som låtskrivare. Samma år kom första albumet, Vad tiden går, på det lilla skivbolaget Habima och det var nu som bandet utvecklades från lokalband till svenskt riksband. Ytterligare fyra album gavs ut under de första åren: Spelmansminnen, Strandpartaj, Sunshine och Darling. På albumet Darling hade Ericsson gjort låten "Vid en liten fiskehamn". Den låten fick Bert Karlsson med sitt skivbolag Mariann att skriva skivkontrakt med Lasse Stefanz. Det blev dock Stefan Borsch som 1981 låg på Svensktoppen med den.

### 1980-talet
1982 kom första albumet på Mariann Grammofon, Oh Julie!. Låten "Oh Julie" blev Lasse Stefanz första Svensktoppsetta. 1982 medverkade bandet bland annat i programmet Nygammalt i SVT. Populariteten innebar också ökad skivförsäljning. Första albumet hos Mariann blev också första guldskivan (50 000 exemplar). Under åren 1983-1988 gjordes ytterligare sex album, och försäljningssiffrorna blev framgångsrika. Under denna period ökade Lasse Stefanz popularitet markant ute på dansbanorna, och flera publikrekord slogs.
Efter det att Svensktoppen haft uppehåll åren 1982-1985 fick Lasse Stefanz sin nästa hit på listan med "Världens lyckligaste par", en duett tillsammans med Lotta Engberg som var en hit i mitten av 1987. Den låten skrev Ericsson, precis som de flesta andra svensktoppslåtar som bandet haft. Även melodierna "Nere på söder", "Peppelinos Bar" och "Oklahoma" låg på listan.

### Sent 1980-tal till 2000-talet
1988 lämnade bandet Mariann Grammofon AB och gick över till ett nytt skivbolag, Frituna. Första albumet där, Livets ljusa sida, blev en framgång och innehöll bland annat duetten "De sista ljuva åren", även den skriven av Ericsson, med Christina Lindberg.
Låten var från början en B-sida, men testades på Svensktoppen och gick in där i februari 1989. I april 1990 slog den Hootenanny Singers gamla maratonrekord på 52 veckor med "Omkring tiggarn från Luossa". "De sista ljuva åren" låg kvar på Svensktoppen i hela 65 veckor. 2002 blev "De sista ljuva åren" utsedd till "Tidernas Svensktoppslåt".
2003 kom även Lasse Stefanz första musikvideo någonsin, "Från Österlen till Oklahoma".
I november 2008 tackade bandet nej till att delta i den svenska Melodifestivalen 2009 med låten Den första kyssen.

### 2010-talet
Söndagen den 30 maj 2010 gästade Lasse Stefanz Bingolotto. I maj 2012 meddelade tvillingarna Hasse Sigfridsson och Lasse Sigfridsson att de båda skulle lämna Lasse Stefanz efter 45 år på grund av den obotliga sjukdom som saxofonisten och kompgitarristen Hasse Sigfridsson har. Båda hade varit med sedan starten 1967. Nya medlemmar i bandet blev Henrik Wallin och Joachim Svensson.
I november 2012 meddelade frontfiguren Olle Jönsson att han med omedelbar verkan lämnade bandet., men redan den 23 november samma år återkom han.
De var med som en del av underhållningen i Bingolottos 25-årsjubileumskväll.
Lasse Stefanz gav sommaren 2016 ut skivan Roadtrip. Den 5 januari 2017 spelade gruppen en jubileumskonsert på Arenan i Kristianstad. Dagen efter kom skivan 50th Anniversary med gamla, men nyinspelade låtar såsom "I ett fotoalbum", "Emelie" och "Peppelinos Bar".

## Utmärkelser och uppmärksamhet
År 1988 fick Lasse Stefanz utmärkelsen "Sveriges bästa dansband", både i Sveriges Radio och Hänt i Veckan samt 1989 även i Aftonbladet. 1990 tilldelades Lasse Stefanz en Grammis för "Bästa dansproduktion 1989". På Grammisgalan 2009 vann man kategorin "Årets dansband/schlager" för 2008. 2017 vann Lasse Stefanz Kristianstadsbladets kultur- och nöjespris efter att ha verkat i 50 år som dansband. Framgångarna har inneburit att bandet blivit populära även i Sveriges grannländer Danmark, Finland och Norge. Bandet har fått stor publicitet i tidningar, radio och även medverkat i nordiska TV-program.[källa behövs]
Stavningen med z i slutet av namnet uppkom vid en spelning på Sommarlust i Kristianstad, där S-en tog slut på skylten och parkchefen satte dit ett z istället.
Även om bandet är från Kristianstad har bara sju låtar sjungits på skånska under åren:
- "Eva-Lena" (på "Oh, Julie", 1982, av Tom T. Hall och Hasse Andersson)
- "Skomagare Anton"(på "Oh, Julie" 1982 av Hasse Andersson)
- "Du Kalle" (på "Marie, Marie", 1983, av Christer Ericsson)
- "Hej Hå, Hej Hå" (Marie Marie, 1983 av Christer Ericsson)
- "Annat var det förr" (på "Elaine", 1984, av Queen Ida, A Lewis och Danne Stråhed)
- "Huaröd" (På "Roadtrip", 2016, av Magnus Persson och Tomas Tillberg)
- "Bonna-pågen" (på "Forever", 2018, av Ulf Georgsson, Brady Seals och Tommy Barnes)

## Medlemmar
- Olle Jönsson - sång.
- J. Christer Ericsson - gitarr, kapellmästare.
- Jonas Rignell - klaviatur, dragspel, gitarr, sång
- Gunnar Nilsson - trummor.
- Anders Dahlgren - bas.
- Henrik ”Henke” Svensson - saxofon, klaviatur, dragspel

Tidigare medlemmar
- Anders Pettersson - keyboard, dragspel, kör. Petterson började spela i Lasse Stefanz 1969 och bodde större delen av sitt liv i Kristianstad, men flyttade senare till Thailand. Utöver sitt spelande i Lasse Stefanz arbetade han på LS-produktions AB som bokar svenska dansband. I december 2010 tackade Anders för 40 ljuva år och lämnade då över till Jonas Rignell. Pettersson avled i Thailand den 4 augusti 2021 efter en tids sjukdom.[7]
- Lars Sigfridsson - bas, sång, tvilling med Hans Sigfridsson. Lars Sigfridsson var med och bildade Lasse Stefanz, arbetar utöver med dansbandet med att skriva sånger han förlägger på sitt eget förlag All Time Music, varav flera spelats in av Lasse Stefanz, har skrivit boken Mina spelmansminnen med Lasse Stefanz samt bor i Yngsjö.
- Hans Sigfridsson - gitarr, saxofon, kör, tvilling med Lars Sigfridsson. Hans Sigfridsson var med och bildade Lasse Stefanz, arbetar utöver med dansbandet på LS-produktions AB samt är boende i Åhus. Båda bröderna fick sparken från bandet och slutade i månadsskiftet maj/juni 2012.
- Stefan Roslund. Namngav bandet tillsammans med Lasse Sigfridsson.
- Henrik Wallrin - började i bandet 2012 som ersättare till Lasse Sigfridsson. Slutade i november 2014 och lämnade över åt Anders Dahlgren.
- Joacim Svensson - saxofon, klaviatur. I början av juli 2018 beslöt Svensson att sluta i bandet efter 6 år.
- Lars George Emilsson - saxofon ca 1969 till 1973

## Produktion

### Studioalbum
- 1974: Vad Tiden Går
- 1975: Spelmansminnen
- 1976: Strandpartajj
- 1977: Sunshine
- 1979: Darlin'
- 1981: Vid en liten fiskehamn
- 1982: Oh Julie!
- 1983: Marie Marie
- 1984: Elaine
- 1985: Fredens duva
- 1986: Den lilla klockan
- 1987: Nere på Söder
- 1988: Peppelinos Bar
- 1988: Livets ljusa sida
- 1989: Mot nya mål
- 1990: Vindarnas sång
- 1992: Tic Tac Toe
- 1994: Min ängel
- 1995: Bara du
- 1996: Dig ska jag älska
- 1998: I ett fotoalbum
- 1999: Över en kopp i vår berså
- 2001: I tomteverkstan
- 2002: Mi Vida Loca
- 2004: Röd Chevrolet
- 2006: Pickup-56
- 2007: Vagabond
- 2008: Rallarsväng
- 2008: Svängjul
- 2009: Truck Stop
- 2010: Texas
- 2011: Lasse Stefanz Goes 70's
- 2011: Cuba Libre
- 2012: Rocky Mountains
- 2013: Trouble Boys
- 2013: Lasse Stefanz stora julparty
- 2014: Honky Tonk Rebels
- 2015: Whiskey Barrel
- 2016: Roadtrip
- 2017: Wind Me Up
- 2017: Country Winter Party
- 2018: Forever
- 2019: Night Flight
- 2022: Evergreen

### Samlingsalbum
- 1986: Våra Mest Önskade Låtar vol.1 (Mariann)
- 1988: Det här är bara början (Mariann)
- 1989: De Sista Ljuva Åren (Frituna)
- 1990: 28 Jubileums Hits (Mermaid Music)
- 1992: På begäran
- 1992: Ensam I Ett Regn (Frituna)
- 1995: Sommardansen
- 1996: Du Försvann Som En Vind (Frituna)
- 1997: Sommardansen 2
- 2000: Sommardansen 3
- 2001: Emelie
- 2003: Låt En Morgon Vakna (Frituna)
- 2003: Det här är bara början (Frituna)
- 2006: En Bättre Värld (EMI Music Sweden)
- 2007: 40 Ljuva År! (Mariann)
- 2008: Vart tog tiden vägen?
- 2008: En Vän Som Du
- 2009: Upp Till Dans 1 (Warner Music)
- 2009: Upp Till Dans 14 vol.2 (Warner Music)
- 2009: Upp Till Dans 24 vol.3 (Warner Music)
- 2012: Vår Bästa Country
- 2012: Upp Till Dans 1 vol.4 (Warner Music)
- 2013: Kärlek & rock'n'roll (EMI Music Sweden)
- 2015: Greatest Hits (Warner Music)
- 2017: 50th Anniversary 1967-2017 (Warner Music)

### Singlar
- 1970: Kära Rut
- 1972: Ett snurrande hjul/Så Lev Ut
- 1977: Sommarsvämeri
- 1978: Be My Boogie Woogie Baby
- 1982: Oh Julie/Här Går Du Och Jag
- 1987: Lassie/Quando
- 1988: Det Här Är Bara Början
- 1989: Mot Nya Mål
- 1989: En Enda Signal
- 1991: Vindarnas Sång
- 1991: Håll Min Sol
- 1991: Fredens Duva
- 1996: Dig Vil Jeg Elske
- 1998: Tomma Löften, Tomma Ord
- 1998: I Ett Fotoalbum
- 2001: Emelie
- 2002: Låt En Morgon Vakna
- 2003: Ingenting Mer
- 2008: Till Österlen/En Runda I Baren
- 2011: En Blick Och Nånting Händer
- 2011: Bonna-jul
- 2013: Lång Väg Tillbaka
- 2014: Länge Leve Honky Tonk
- 2015: Leva Tills Jag Dör (Med Mikael Wiehe)
- 2016: De Sista Ljuva Åren (Stråk Version)
- 2016: Du Hinner Med Gubbe Till
- 2017: Du Som Öppnade Mitt Hjärta
- 2018: Bonna-pågen
- 2018: Hey Marry Christmas
- 2018: Hey Happy New Year
- 2019: Du läser mellan raderna Carina
- 2019: Två ögon blå
- 2020: Midsommarnatt
- 2020: Utan att förstå

### DVD / VHS
- 2003: Från Österlen till Oklahoma
- 2009: Ingen dans på rosor
- 2010: På väg till Malung med Lasse Stefanz
- 2013: Forever
- 2018: Karaoke party time

## Framgångar

### Skivförsäljning
Dubbel-platina-plattor (minst 120 000 ex. sålda)
- Det här är bara början

Platinaplattor (minst 100 000 ex. sålda)
- Livets ljusa sida
- Peppelinos Bar

Platinaplattor (minst 60 000 ex. sålda)
- Det här är bara början
- Röd Chevrolet

Guldplattor (minst 50 000 ex. sålda)
- Oh, Julie
- Marie Marie
- Elaine
- Fredens duva
- Den lilla klockan
- Nere på Söder
- Peppelinos Bar
- Livets ljusa sida
- Mot nya mål
- Vindarnas sång
- Tic Tac Toe
- Tingvalla 2
- Tingvalla 3
- Min ängel

Guldplattor (minst 40 000 ex. sålda)
- Över en kopp i vår berså

Guldplattor minst 30 000 ex. sålda
- Mi vida loca
- Det här är bara början
- Röd Chevrolet

Guldplattor (minst 25 000 ex. sålda i Norge)
- Över en kopp i vår berså
- Mi vida loca

Guldplattor (minst 20 000 ex. sålda i Norge)
- Det här är bara början
- Röd Chevrolet

Guld DVD/VHS (minst 10 000 ex. sålda i Sverige)
- Från Österlen till Oklahoma

### Utmärkelser
- 1987: Framröstade till Sveriges populäraste dansband i Riksradion
- 1988: Framröstade till Sveriges populäraste dansband av Hänt i veckans läsare
- 1989: Framröstade till Sveriges populäraste dansband av Aftonbladets läsare
- 1990: Grammis för albumet "Mot nya mål"
- 1999: 6:e placering på Topplistan med "Över en kopp i vår berså"
- 2001: 3:e placering på topplistan med "Emelie"
- 2002: "De sista ljuva åren" utsågs till tidernas Svensktoppslåt då Svensktoppen fyllde 40 år
- 2003: TV4 producerar en dokumentär "Ljuva år med Lasse Stefanz"
- 2003: 2:a placering på Topplistan med "Det här är bara början"
- 2003: Valdes Olle Jönsson till årets sångare vid Guldklavengalan.
- 2004: 2:a placering på Topplistan med "Röd Chevrolet"
- 2007: Valda till årets dansband vid Guldklavengalan.
- 2007: Valdes Lasse Sigfridsson till årets basist vid Guldklavengalan.
- 2008: Valda till årets dansband vid Guldklavengalan.
- 2009: Valdes Gunnar Nilsson till årets trummis vid Guldklavengalan.
- 2009: Valdes " Rallarsväng " till årets album vid Guldklavengalan.
- 2011: Grammis för albumet "Texas"

### Svensktoppen
Rekord
- Svensktoppens maratonlista 1990 med "De sista ljuva åren", 65 veckor.

Melodier på Svensktoppen
- "Oh, Julie", 1982, 10 veckor, som bäst 1:a[8]
- "Oklahoma", 1986, 14 veckor, som bäst 1:a[9]
- "Nere på Söder", 1987, 3 veckor, som bäst 8:a[10]
- "Världens lyckligaste par" med Lotta Engberg, 1987, 17 veckor, som bäst 1:a[10]
- "Det här är bara början", 1988, 9 veckor, som bäst 4:a[11]
- "De sista ljuva åren" med Christina Lindberg, 1989-1990, 65 veckor, som bäst 2:a[12]
- "Mot nya mål", 1989, 1 vecka, som bäst 9:a
- "En gång är ingen gång", 1992, 3 veckor, som bäst 8:a[13]
- "Stanna kvar", 1992, 1 vecka, som bäst 10:a[13]
- "Jag väntat många dagar", 1993, 6 veckor, som bäst 7:a[14]
- "Du försvann som en vind", 1994, 16 veckor, som bäst 1:a[15]
- "Jag kommer hem igen", 1994, 3 veckor, som bäst 7:a[15]
- "Jag ångrar ingenting", 1995, 3 veckor, som bäst 5:a[16]
- "Midsommarafton", 1995, 5 veckor, som bäst 3:a[17]
- "En enkel sång om kärleken", 1995, 4 veckor, som bäst 4:a[16]
- "Visst är det kärlek", 1995, 1 veckor, som bäst 10:a[16]
- "Dig ska jag älska", ", 1996[18]-1997, 25 veckor, som bäst 3:a
- "Av hela mitt hjärta", 1997, 5 veckor, som bäst 4:a
- "Du kan tro på mitt ord", 1997, 6 veckor, som bäst 4:a
- "Tomma löften tomma ord", 1998, 7 veckor, som bäst 3:a
- "I ett fotoalbum", 1999, 13 veckor, sombäst 4:a
- "Över en kopp i vår berså", 1999, 13 veckor, som bäst 2:a
- "Vår kärlek är stark", 2000, 14 veckor, som bäst 3:a
- "Det finns en vind", 2000, 13 veckor, som bäst 3:a
- "Emelie", 2001, 7 veckor, som bäst 4:a
- "När gässen återvänder", 2001, 3 veckor, som bäst 5:a
- "Ute på vischan", 2001, 7 veckor, som bäst 5:a
- "Låt en morgon vakna", 2002, 16 veckor, som bäst 1:a
- "Ingenting mer", 2003, 3 veckor, som bäst 8:a
- "En bättre värld", 2005, 3 veckor, som bäst 9:a
- "På egna vägar", 2007, 3 veckor, som bäst 8:a
- "En runda i baren" (med Plura Jonsson), 2008, 3 veckor, som bäst 7:a
- "Hemmahamn", 2008, 7 veckor, som bäst 7:a
- "Vitare än snö", 2008, 2 veckor, som bäst 9:a
- "Här hör jag hemma", 2009, 5 veckor, som bäst 7:a
- "Copacabana", 2010, 2 veckor, som bäst 8:a
- "Skåneland", 2011, 1 vecka, som bäst 10:a[19][20]
- "Jag levde i en drömvärld, 2024, 1 vecka, som bäst 9:a

Missade svensktoppslistan
- Jag kommer med kärlek, 1999
- När countryn kom till Skåne, 2006
- En blick och nånting händer, 2011
- Cuba Libre, 2011
- Sara solsken, 2012
- En lång väg tillbaka, 2013
- Socker och salt, 2014
- Honky Tonk, 2014
- Brevet från kolonien (med Jack Vreeswijk), 2015
- Leva tills jag dör (med Mikael Wiehe), 2015
- Hanna kommer hem, 2016
- Du hinner med en gubbe till, 2017
- Du som öppnade mitt hjärta, 2017